# Dorcatherium
Dorcatherium es un género extinto de los tragulidos rumiantes que existieron en Europa, África Oriental y Siwalik durante el Mioceno y Plioceno.

## Galería de imágenes

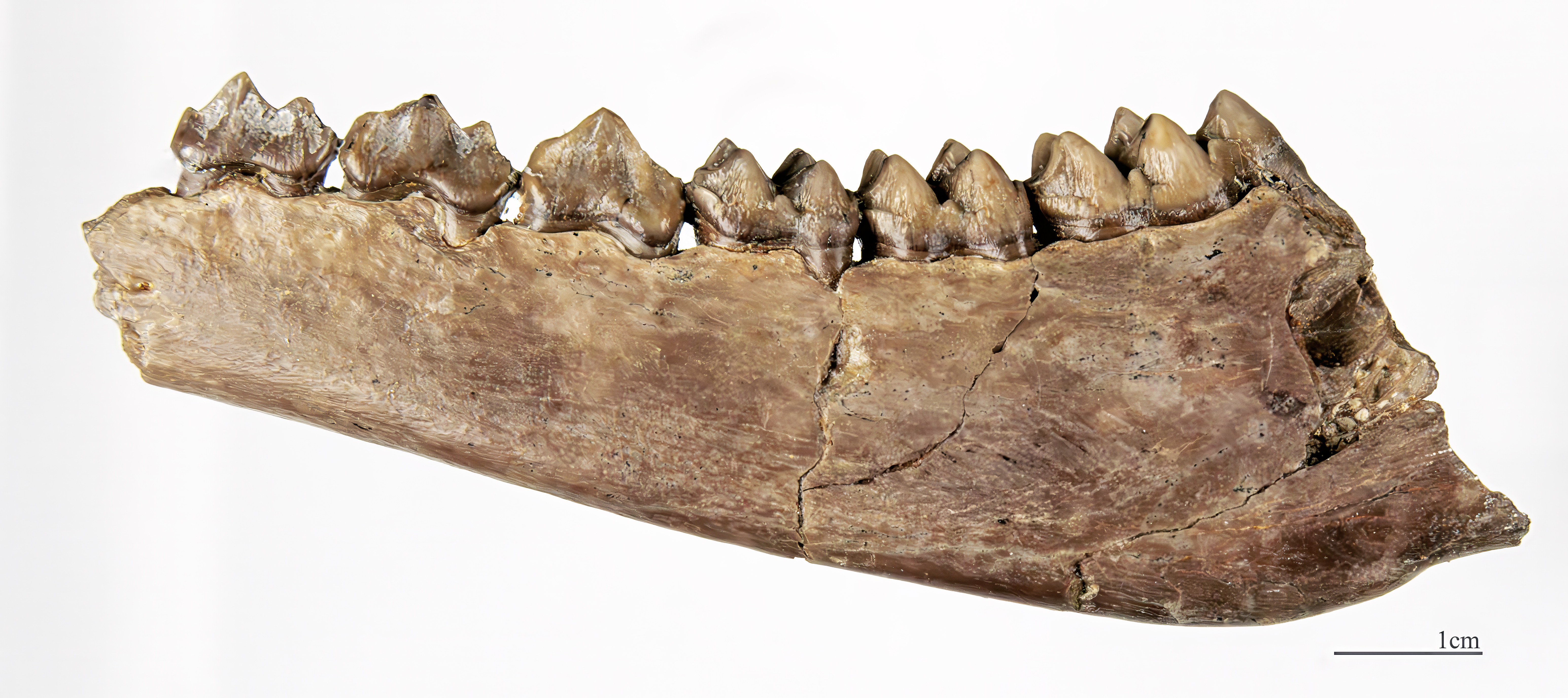
Dorcatherium crassum Hemimandíbula izquierda MHNT
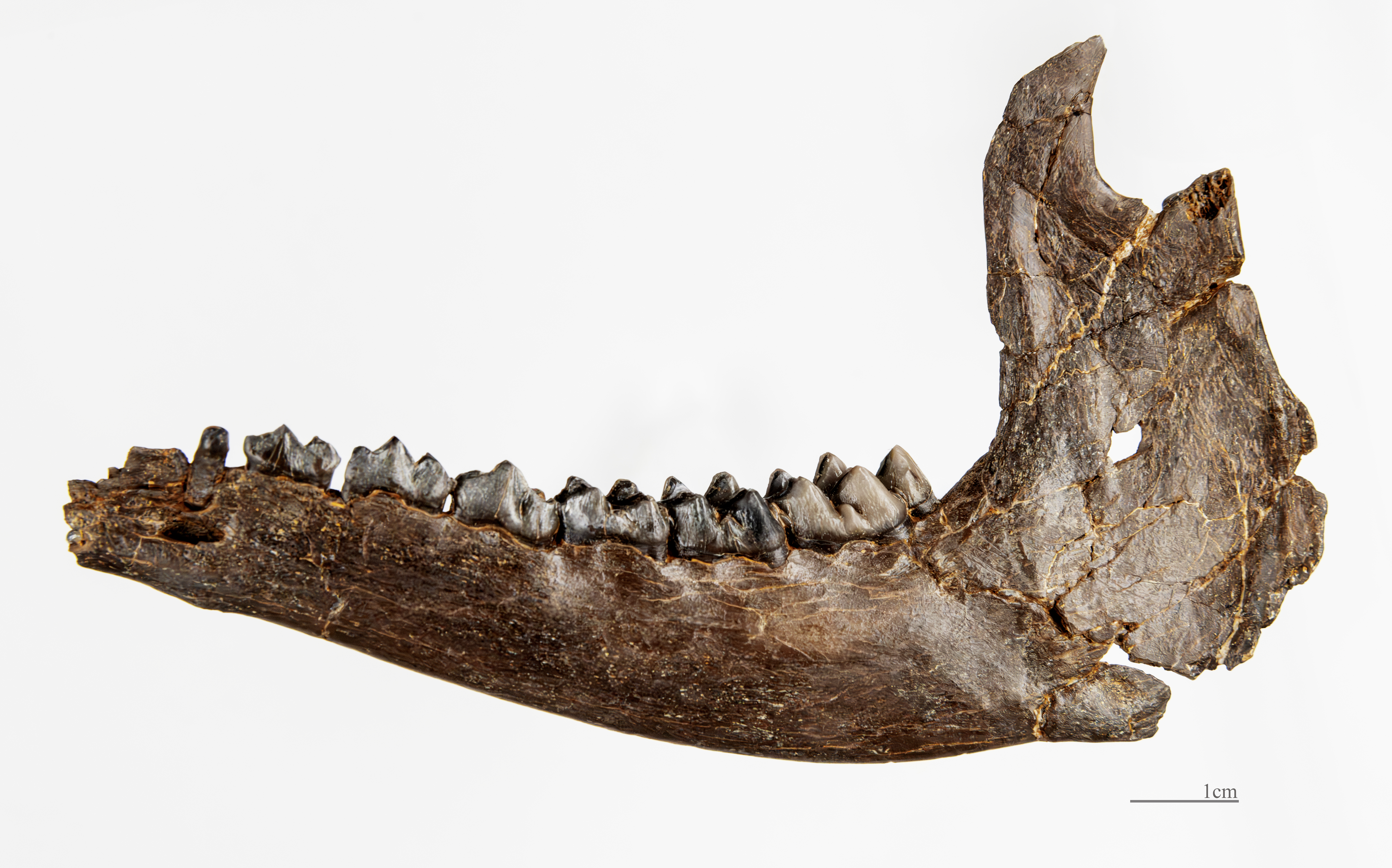
Dorcatherium guntianumHemimandíbula izquierda MHNT
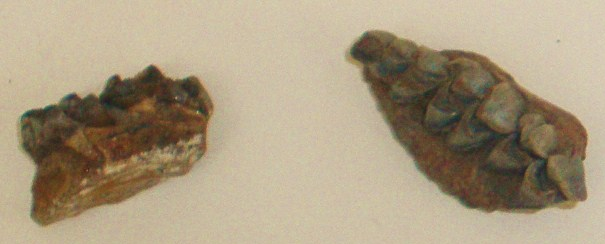
Fragmentos de mandíbula de un Dorcatherium minus en el Museo de Historia Natural de Londres
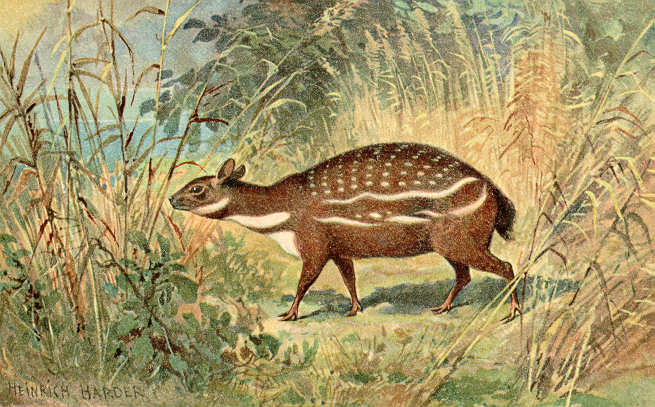
Restauración por Heinrich Harder